# Donald C. Jackman
Donald Charles Jackman (* 15. Januar 1954 in Hammersmith, London; † 14. Januar 2023, State College) war ein US-amerikanischer Mediävist.
Donald C. Jackman promovierte 1988 an der Columbia University mit der Arbeit The Konradiner: a study in genealogical methodology. Er arbeitete am State College in Pennsylvania. Bekannt wurde er durch seine außerberuflichen Arbeiten zur Genealogie, in denen er ab Beginn der 1990er Jahre besonders zu Fragen im Zusammenhang mit den Konradinern Stellung nahm.

## Schriften
- The Konradiner. A Study in Genealogical Methodology (= Studien zur europäischen Rechtsgeschichte. 47). Klostermann, Frankfurt am Main 1990, ISBN 3-465-02226-2 (Zugleich: New York, Columbia-Universität, Dissertation, 1988).
- Das Eherecht und der frühdeutsche Adel. In: Zeitschrift der Savigny-Stiftung für Rechtsgeschichte. Germanistische Abteilung. Bd. 112, 1995, S. 158–201, doi:10.7767/zrgga.1995.112.1.158.
- Criticism and Critique. Sidelights on the Konradiner (= Prosopographia et Genealogica. 1). Unit for Prosopographical Research – Linacre College, Oxford 1997, ISBN 1-900934-00-0.
- Systematic Extension in Latin Relationship Terminology. In: Prosopon Newsletter. 8, 1997, (PDF).
- Lotharingian Lions: Prosopography with a Heraldic Slant. In: Prosopon Newsletter. 9, 1998, (PDF).
- A Greco-Roman Onomastic Fund. In: Katharine S. B. Keats-Rohan, Christian Settipani (Hrsg.): Onomastique et Parenté dans l’Occident médiéval (= Prosopographica et genealogica. 3). Unit for Prosopographical research, Oxford 2000, ISBN 1-900934-01-9, S. 14–56.
- Cousins of the German Carolingians. In: Katharine S. B. Keats-Rohan, Christian Settipani (Hrsg.): Onomastique et Parenté dans l’Occident médiéval (= Prosopographica et genealogica. 3). Unit for Prosopographical research, Oxford 2000, ISBN 1-900934-01-9, S. 116–139.
- Archiepiscopal Counts of Cologne: A Stage of Constitutional Transition? In: Prosopon Newsletters. 11, 2000, (PDF).
- König Konrad, die letzten Karolinger und ihre sächsischen Verwandten. In: Hans-Werner Goetz, Simon Elling (Hrsg.): Konrad I. – Auf dem Weg zum „Deutschen Reich“? Winkler, Bochum 2006, ISBN 3-89911-065-X, S. 77–92.
- Archive for Medieval Prosopography. Nr. 1 ff., 2007 ff., ISSN 1936-1181, (http://www.enlaplage.com/ampseries.html).